# 뉴질랜드 내각
뉴질랜드 내각(영어: Cabinet of New Zealand, 마오리어: Te Rūnanga o te Kāwanatanga o Aotearoa)은 뉴질랜드 정부의 고위 장관들로 구성된 기구로, 뉴질랜드 의회에 책임을 진다. 내각 회의는 뉴질랜드의 총리가 주재하며 일주일에 한 번 열리고, 이 회의에서 중요한 이슈들이 논의되고 정부 정책이 수립된다. 내각은 특정한 행정 및 정책 분야에 집중하는 여러 위원회로 구성되어 있다. 내각은 어떤 법령에 의해 설립된 것은 아니지만, 뉴질랜드의 정치 체제 내에서 상당한 권력을 행사하며, 내각이 의회에 제출하는 거의 모든 정부 법안이 통과된다.
뉴질랜드 내각은 영국 내각 제도의 전통을 따른다. 내각 구성원들은 내각의 행동과 정책에 대해 의회에 집단적으로 책임을 진다. 내각 토론은 비공개로 진행되며, 결정 사항 발표를 제외하고는 대중에게 공개되지 않는다. 내각의 모든 장관은 총독의 공식적인 헌법적 기능을 조언하는 기관인 행정위원회의 구성원이기도 하다. 내각 외부에는 특정 정책 분야를 담당하며 고위 내각 장관에게 직접 보고하는 비내각 장관들이 있다. 비내각 장관들도 내각 위원회의 일원이 되며, 자신들의 소관 업무와 관련된 내각 회의에 정기적으로 참석한다. 따라서 내각 외부에서 활동하더라도, 이 장관들은 여전히 의사 결정 과정에 상당한 권한과 영향력을 행사한다.

## 법률적 근거
내각은 어떤 법령이나 헌법 문서에 의해 설립된 것이 아니라, 오랜 헌법적 관습에 의해 존재한다. 이 관습은 상당한 중요성을 지니며, 많은 공식 선언과 규정이 내각을 언급한다. 내각을 지원하는 역할을 하는 정부 부서로는 총리 및 내각부가 있다. 내각이 존재하는 데 직접적인 입법적 틀이 없지만, "내각 매뉴얼"은 내각의 기능을 규제하고 그 관습의 기반이 되는 공식 문서로 자리 잡았다.
내각의 구조는 공식 기구인 행정위원회를 기초로 한다. 행정위원회는 총독에게 공식적인 헌법 기능을 수행하는 데 필요한 조언을 제공하는 역할을 한다 ("총독-위원회에서"). 대부분의 장관은 두 기구의 구성원으로 활동하지만, "비내각 장관"으로 알려진 일부 행정위원들은 내각 구성원으로 분류되지 않으며 보통 내각 회의에 참석하지 않는다. 내각이 행정위원회와 별도로 회의하는 관습은 에드워드 스태퍼드가 총리를 처음 역임하던 시기(1856–1861년)에 시작되었다. 책임 정부의 강력한 옹호자였던 스태퍼드는 식민 정부가 모든 사안을 전적으로 통제해야 하며 총독의 개입을 받지 말아야 한다고 믿었다. 총독이 행정위원회를 주재했기 때문에, 스태퍼드는 총독 없이 장관들과 만나 의도적으로 행정위원회의 역할을 형식적인 역할로 축소했다.

## 참고
1. ↑  “Clearing up some coalition confusion”. 《Newsroom》 (오스트레일리아 영어). 2017년 10월 25일. 2018년 5월 24일에 확인함.
2. ↑  Eichbaum, Chris. 〈Cabinet government – Cabinet procedure〉. 《Te Ara: The Encyclopedia of New Zealand》. 2018년 11월 16일에 확인함.
3. 1 2  Duncan, Grant (October 2015). “New Zealand's Cabinet Manual: How Does It Shape Constitutional Conventions?”. 《Parliamentary Affairs》 68 (4): 737–756. doi:10.1093/pa/gsu023.
4. ↑  “Cabinet Manual”. 《cabinetmanual.cabinetoffice.govt.nz》. Cabinet Office of New Zealand. 2016년 8월 31일에 확인함.
5. ↑  “Executive Council – Cabinet Manual”. Cabinet Office of New Zealand. 2016년 9월 1일에 확인함.
6. ↑  Eichbaum, Chris. 〈Cabinet government – Ministers and prime ministers in cabinet〉. 《Te Ara: The Encyclopedia of New Zealand》. 2018년 11월 20일에 확인함.
7. 1 2  Bohan, Edmund (1990). “Stafford, Edward William”. Dictionary of New Zealand Biography. 2018년 6월 7일에 확인함.